# Olga Nyikolajevna Kanyiszkina
Olga Nyikolajevna Kanyiszkina (Napolnaja Tavla, 1985. január 19. –) olimpiai és világbajnok orosz távgyalogló.

## Pályafutása
1985. január 19-én született a Mordvin ASZSZK-hoz tartozó Napolnaja Tavlán. A 2006-os göteborgi Európa-bajnokságon ezüst-, a 2007-es oszakai világbajnokságon és a 2008-as pekingi olimpián aranyérmet nyert.
Ezt követően még két világ- (2009, 2011) és egy Európa-bajnoki címet (2010) nyert. A 2012-es londoni olimpián honfitársa Jelena Lasmanova mögött második lett és ezüstérmet szerzett.
Kanyiszkina Viktor Csogin edző csoportjához tartozott, melynek több tagját felfüggesztették doppingvétség miatt.
2016 márciusában a Nemzetközi Sportbíróság (CAS, Court of Arbitration for Sport) visszamenőlegesen 2009 augusztusától 2012 októberéig doppingvétség miatt eltiltotta és ezzel két világ- és egy Európa-bajnoki arany- illetve egy olimpiai ezüstérmet elvették tőle.

## Sikerei, díjai
- Olimpiai játékok – gyaloglás, 20 km
  - aranyérmes: 2008, Peking
- Világbajnokság – gyaloglás, 20 km
  - aranyérmes: 2007, Oszaka
- Európa-bajnokság – gyaloglás, 20 km
  - ezüstérmes: 2006, Göteborg